# Trenton Colonials
I Trenton Colonials sono stati una franchigia di pallacanestro della EPBL, con sede a Trenton, nel New Jersey, attivi tra il 1956 e il 1969.
Vennero fondati nel 1956 come Easton-Phillipsburg Madisons. Vinsero il titolo nel 1960. Nel gennaio del 1962 si trasferirono a Trenton, prendendo la denominazione Colonials.
Nel campionato 1963-64 raggiunsero la finale, perdendo con i Camden Bullets per 2-0.

## Stagioni
| Stagione | Lega | Denominazione                           | V  | P  | %    | Piazzamento | Play-off               |
| -------- | ---- | --------------------------------------- | -- | -- | ---- | ----------- | ---------------------- |
| 1956-57  | EPBL | Easton-Phillipsburg Madisons            | 10 | 19 | 34,5 | 6º          | -                      |
| 1957-58  | EPBL | Easton-Phillipsburg Madisons            | 18 | 11 | 62,1 | 3º          | Finale EPBL            |
| 1958-59  | EPBL | Easton-Phillipsburg Madisons            | 17 | 11 | 60,7 | 3º          | Semifinale             |
| 1959-60  | EPBL | Easton-Phillipsburg Madisons            | 21 | 7  | 75,0 | 1º          | Campioni               |
| 1960-61  | EPBL | Easton-Phillipsburg Madisons            | 13 | 13 | 50,0 | 4º          | Semifinale             |
| 1961-62  | EPBL | Easton-Phil. Madisons/Trenton Colonials | 13 | 13 | 50,0 | 4º          | Semifinale             |
| 1962-63  | EPBL | Trenton Colonials                       | 10 | 18 | 35,7 | 6º          | -                      |
| 1963-64  | EPBL | Trenton Colonials                       | 16 | 12 | 57,1 | 4º          | Finale EPBL            |
| 1964-65  | EPBL | Trenton Colonials                       | 7  | 21 | 25,0 | 7º          | -                      |
| 1965-66  | EPBL | Trenton Colonials                       | 20 | 8  | 71,4 | 2º          | Finale di division     |
| 1966-67  | EPBL | Trenton Colonials                       | 13 | 15 | 46,4 | 3º          | Semifinale di division |
| 1967-68  | EPBL | Trenton Colonials                       | 7  | 25 | 21,9 | 9º          | -                      |
| 1968-69  | EPBL | Trenton Colonials                       | 13 | 12 | 52,0 | 2º          | Semifinale di division |